# General Electric TG-100
General Electric TG-100 – pierwszy amerykański silnik turbośmigłowy.  Pierwsza wersja silnika powstała w  1943, pierwszy test został przeprowadzony 15 maja 1943.  Używany był między innymi w samolotach Consolidated Vultee XP-81 i w jednej z wersji Curtiss C-46 Commando.